# Alanin
Alanin (förkortas Ala eller A) är en av de 20 aminosyrorna som är byggstenar i proteiner. Den är neutral, hydrofob och opolär. Den är den näst minsta aminosyran, efter glycin.
I den genetiska koden kodas alanin av fyra kodon: GCU, GCC, GCA och GCG.
Alanin är icke-essentiell, och bildas av bland annat pyruvat, men kan också intas via föda, till exempel kött, bönor, fullkorn och mjölkprodukter. Den spelar roll i immunförsvaret, glykolysen och citronsyracykeln, varigenom den förser hjärnan och muskler med energi, och som byggsten i protein. I hjärnan kan den verka som signalsubstans.